# 秀才 (地名)
秀才，是臺灣臺南市新營區的一個傳統地域名稱，位於該區西南端。相較於今日行政區，其範圍大致包括五興里西南部不含其東南側邊界地帶、姑爺里南部凸出部分。

## 歷史
台灣日治初期，鐵線橋地區為一街庄，稱為「鐵線橋庄」，隸屬於鐵線橋堡。該庄昔日北與姑爺庄為鄰，東邊及東南邊大部分與鐵線橋庄為鄰，東南邊一小部分與大墩藔庄為鄰，西南邊及西邊大部分為坔頭港庄，西邊北側一小段與竹仔腳庄為界。
1901年（日治明治三十四年）11月11日，全台廢縣廳改設二十廳，該庄隸屬於鹽水港廳。1904年（明治三十七年）4月1日，該庄編入「鐵線橋區」，隸屬於鹽水港廳。1906年（明治三十九年）4月1日，鹽水港廳內管轄區域調整，該庄改編入「查畝營區」。1909年（明治四十二年）10月25日，全台合併二十廳為十二廳，查畝營區改隸屬於嘉義廳。1920年（大正九年）10月1日，全台地方制度大改正，廢十二廳改設五州二廳，該庄改制為「鐵線橋」大字，隸屬於臺南州新營郡新營庄。1933年（昭和八年）12月，新營庄升格為新營街。
戰後新營街改制為新營鎮，隸屬於臺南縣，大字亦改制為里。1950年10月25日，雲、嘉、南分治，新營鎮仍隸屬於臺南縣。1981年12月25日，新營鎮改制為新營市。2010年12月25日，臺南縣、市合併為直轄臺南市，新營市改制為新營區。

## 聚落
本地區發展較早的聚落為秀才，在日治期初期的官方地圖上已有記載。

## 交通
國道1號又稱「中山高速公路」，是台灣西部兩條南縱向高速公路之一，經過本地區西部。最近的交流道在北側為縣道172號交會處的新營交流道，在南側為省道台84線（東西向快速公路－北門玉井線）交會處的下營系統交流道及縣道176號交會處的麻豆交流道，由此等進入可快速前往台灣西部南北各地。
區道南70線是宅港至八老爺的道路，經過本地區北部邊界地帶暨主聚落北側。